# Helena Berson
Helena "Frieda" Berson (även Bersohn, gift Lichtblau), född 16 mars 1914 i Warszawa, död 26 juni 2003, var en polsk-israelisk friidrottare med kastgrenar som huvudgren. Berson blev medaljör vid damolympiaden Olimpiadi della Grazia 1931 och var en pionjär inom damidrott.

## Biografi
Frieda Berson föddes 1914 i Warszawa i mellersta Polen. I ungdomstiden blev hon intresserad av friidrott. Åren 1929–1933 tävlade hon för idrottsklubben Żydowskie Akademickie Stowarzyszenie Sportowe (ŻASS) i Warszawa, hon tävlade i diskuskastning men även kulstötning och spjutkastning. Under denna period tog hon guldmedalj i diskuskastning vid de regionala mästerskapen 1931 i Warszawa, 1933 tog hon silvermedalj i samma gren.
1931 deltog Berson vid damolympiaden Olimpiadi della Grazia i Florens, under idrottsspelen vann hon bronsmedalj i diskuskastning med 34,38 meter efter tjeckiska Slava Bléhová och tyska Tilly Fleischer.
1932 ingick hon i det polska landslaget vid första Mackabiaden 28 mars–6 april i Brittiska Palestinamandatet, under tävlingarna vann hon guldmedalj i diskuskastning och silvermedalj i kulstötning.
1933 emigrerade Berson till Palestina där hon tävlade för idrottsklubben Maccabi Tel Aviv. 1935 blev tog hon bronsmedalj i diskuskastning vid den 2.a Mackabiaden. Berson blev sedan 10-faldig mästare i diskuskastning, 7-faldig mästare i kulstötning och tog även 1 mästartitel i spjutkastning.
1950 deltog hon även vid den 3.e Mackabiaden då hon åter tog guldmedalj i diskuskastning.
Berson gifte sig med idrottaren David Lichtblau, kring 1950 drog hon sig tillbaka från tävlingslivet. Berson-Lichtblau dog i juni 2003 i nuvarande Israel.